# 陳星煥
陳星煥（？—1858年），字文泉，湖南省長沙縣人。清朝官員，同進士出身。
道光二十七年（1847年）張之萬榜三甲進士，與沈桂芬、李鴻章、沈葆楨等同年。咸豐六年（1856年）任江蘇奉賢縣（今屬上海市）知縣，政績卓著。咸豐七年（1857年）曾撰寫《重修文廟記》。因病卒於衙署。加同知銜。光緒《重修奉賢縣志》有傳。